# Простой элемент
Простой элемент ― обобщенное понятие простого числа на случай произвольного коммутативного моноида с двусторонним сокращением, определяется как не являющийся делителем единицы ненулевой элемент {\displaystyle p\in G}, такой, что произведение {\displaystyle ab} может делиться на {\displaystyle p} лишь тогда,  когда хотя бы один из элементов {\displaystyle a} или {\displaystyle b} делится на {\displaystyle p}.
Простой элемент всегда неприводим, в общем случае из неприводимости простоты не следует, но в гауссовой полугруппе понятия неприводимости и простоты совпадают, и более того, если всякий неприводимый элемент из {\displaystyle G} является простым, то полугруппа {\displaystyle G} — гауссова.
Понятие естественным образом переносится на области целостности, в этом случае имеет место эквивалентность неприводимости и простоты элемента для факториальных (гауссовых) колец, и из простоты всех неприводимых элементов в области целостности следует, что кольцо факториально. Кроме того, простота элемента эквивалентна простоте главного идеала, им порождённого.
Существуют также обобщения понятий простоты и неприводимости на некоммутативный случай.